# Onjon
 Onjon  es una población y comuna francesa, en la región de Champaña-Ardenas, departamento de Aube, en el distrito de Troyes y cantón de Piney.

## Demografía
| 328 | 284 | 245 | 228 | 232 | 240 |
| Para los censos de 1962 a 1999 la población legal corresponde a la población sin duplicidades (Fuente: INSEE [Consultar]) |     |     |     |     |     |